# Phytoliriomyza
Phytoliriomyza är ett släkte av tvåvingar. Phytoliriomyza ingår i familjen minerarflugor.

## Dottertaxa tillPhytoliriomyza, i alfabetisk ordning[1][2]
- Phytoliriomyza admirabilis
- Phytoliriomyza arctica
- Phytoliriomyza australensis
- Phytoliriomyza australina
- Phytoliriomyza aysensis
- Phytoliriomyza beckerella
- Phytoliriomyza berii
- Phytoliriomyza bhutanica
- Phytoliriomyza bicolorata
- Phytoliriomyza bidensiphoeta
- Phytoliriomyza bornholmensis
- Phytoliriomyza calva
- Phytoliriomyza clara
- Phytoliriomyza cognata
- Phytoliriomyza collessi
- Phytoliriomyza colombiana
- Phytoliriomyza confusa
- Phytoliriomyza conjunctimontis
- Phytoliriomyza conspicua
- Phytoliriomyza consulta
- Phytoliriomyza convoluta
- Phytoliriomyza costaricensis
- Phytoliriomyza curtifistula
- Phytoliriomyza cyatheae
- Phytoliriomyza cyatheana
- Phytoliriomyza depricei
- Phytoliriomyza dimidiatipennis
- Phytoliriomyza diplazii
- Phytoliriomyza dorsata
- Phytoliriomyza enormis
- Phytoliriomyza fasciata
- Phytoliriomyza felti
- Phytoliriomyza flavens
- Phytoliriomyza flavopleura
- Phytoliriomyza flavopleuralis
- Phytoliriomyza flavostriata
- Phytoliriomyza floridana
- Phytoliriomyza frontalis
- Phytoliriomyza fumicosta
- Phytoliriomyza fusculoides
- Phytoliriomyza hilarella
- Phytoliriomyza huttensis
- Phytoliriomyza immoderata
- Phytoliriomyza imperfecta
- Phytoliriomyza intermedia
- Phytoliriomyza islandica
- Phytoliriomyza jacarandae
- Phytoliriomyza jamaicensis
- Phytoliriomyza jurgensi
- Phytoliriomyza lacunosa
- Phytoliriomyza latifrons
- Phytoliriomyza leechi
- Phytoliriomyza lobata
- Phytoliriomyza longipennis
- Phytoliriomyza lurida
- Phytoliriomyza lycopersicae
- Phytoliriomyza magellani
- Phytoliriomyza medellinensis
- Phytoliriomyza melampyga
- Phytoliriomyza meridana
- Phytoliriomyza mesnili
- Phytoliriomyza mexicana
- Phytoliriomyza mikii
- Phytoliriomyza minuta
- Phytoliriomyza minutissima
- Phytoliriomyza mollis
- Phytoliriomyza monstruosa
- Phytoliriomyza montana
- Phytoliriomyza mucarensis
- Phytoliriomyza nepalensis
- Phytoliriomyza nigrescens
- Phytoliriomyza nigriantennalis
- Phytoliriomyza nigricans
- Phytoliriomyza nublensis
- Phytoliriomyza oasis
- Phytoliriomyza oreophila
- Phytoliriomyza ornata
- Phytoliriomyza pacifica
- Phytoliriomyza pallida
- Phytoliriomyza pallidicentralis
- Phytoliriomyza papae
- Phytoliriomyza papei
- Phytoliriomyza pectoralis
- Phytoliriomyza perpusilla
- Phytoliriomyza perturbata
- Phytoliriomyza picea
- Phytoliriomyza pilosella
- Phytoliriomyza pittosporocaulis
- Phytoliriomyza pittosporophylli
- Phytoliriomyza polita
- Phytoliriomyza praecellens
- Phytoliriomyza pteridii
- Phytoliriomyza pulchella
- Phytoliriomyza queenslandica
- Phytoliriomyza rangalensis
- Phytoliriomyza rieki
- Phytoliriomyza robiniae
- Phytoliriomyza rossi
- Phytoliriomyza sabanae
- Phytoliriomyza scotica
- Phytoliriomyza similis
- Phytoliriomyza simillima
- Phytoliriomyza simlensis
- Phytoliriomyza spectata
- Phytoliriomyza striatella
- Phytoliriomyza sublima
- Phytoliriomyza tearohensis
- Phytoliriomyza triangulata
- Phytoliriomyza tricolor
- Phytoliriomyza varia
- Phytoliriomyza variana
- Phytoliriomyza variegata
- Phytoliriomyza venustula
- Phytoliriomyza viciae
- Phytoliriomyza volatilis